# Bettenfeld
Bettenfeld település Németországban, Rajna-vidék-Pfalz tartományban. Lakosainak száma 669 fő (2023. december 31.).

## Népesség
A település népességének változása:
| Lakosok száma | 792  | 664  | 680  | 667  | 675  | 669  |
|               | 1975 | 2017 | 2019 | 2021 | 2022 | 2023 |